# 11式105mm装輪突撃車
11式105mm装輪突撃車（ZTL-11、簡体字：11式105毫米轮式突击车）は、中国人民解放軍の陸軍軽機械化歩兵部隊の主砲として105mmライフル砲を搭載した中国製の装甲戦闘車である。中国人民解放軍陸軍の機動部隊の主な火力支援装備である。11式105mm装輪突撃車は、2015年の抗日戦争勝利70周年記念軍事パレードで初公開された。 

## 概要
21世紀に入ってから後、装輪装甲車が陸軍の情報化と軽機械化の転換へのトレンドとなった。世界的な工業化の傾向に対応し、将来の戦場は道路上が多くなり、低強度紛争と対テロ対策の想定が一般的になっている。 例えば、アメリカ陸軍のストライカー旅団構想は、陸軍の装輪車ファミリーを大規模に統合したもので、即応性の高い軽部隊を構築するもので、短時間で戦闘に投入できる。 
中国人民解放軍は、08式歩兵戦闘車をベースにした高機動装輪式戦闘車コンセプトを開発した。道路での迅速な機動性と空輸による陸軍の即応部隊の構築のために使用され、重装甲部隊と比較しても比較的安価である。 中型合成装甲旅団の強力な火力として機能し、歩兵への直接的な火器による制圧を行う。 装甲突撃任務から「車輪付き戦車」とも呼ばれているが、軽戦車として使用すると対戦車兵器との遭遇時に損失を被る。
ZTL-11装輪突撃車の開発時、軍は戦闘室を中央に、動力を後方に配置し、8輪突撃砲のレイアウトを確立した。この理由は、車体が長いこと、砲塔が後退していることから、放出される高圧ガスが発射時に車両前方に深刻な衝撃を与えるためである。戦闘室を中央に配置することは射撃の安定性を上げる。
ZTL-11装輪突撃車の105mmライフル砲はマズルブレーキを搭載し、尾翼安定化砲弾は装甲貫徹力600mmの徹甲弾を使用しており、劣化ウラン装甲を持たない輸出版M1A2主力戦車を貫通するのに十分な威力を持っている。
330kWのターボチャージャー付きV型6気筒ディーゼルエンジンを搭載し、従来の6輪シャシーに代えて8輪シャシーを駆動し、オートマチックトランスミッションが油圧アシストステアリングホイールで制御され、高速道路では100km/hに迫る速度を実現した。
水に浮く能力を持ち、車体後部には、プロペラを装着している。11式装輪突撃車は前線での戦闘装備であり、戦闘重量の厳しい制限の下で可能な限り装甲を強化した。 車体と砲塔には、前面と側面に追加の装甲板を装備して防御力を高めている。
2017年にはすでに海軍陸戦隊に配備されていたZTL-11が撮影された。05式水陸両用戦車を装備した既存の海兵旅団では、ZTL-11を装備した海兵隊は、ビーチへの上陸ミッションを行うだけでなく、長距離迅速機動展開部隊となる可能性がある。
2021年時点で陸軍で1000両、海軍陸戦隊で50両が運用されている。

## 比較
|          | 16式機動戦闘車                    | 11式装輪突撃車                  | AMX-10RC                          | M1128 MGS                         | チェンタウロ          | ルーイカット         |
| -------- | --------------------------------- | ------------------------------- | --------------------------------- | --------------------------------- | --------------------- | -------------------- |
| 画像     |                                   |                                 |                                   |                                   |                       |                      |
| 全長     | 8.45 m                            | 8.00 m                          | 6.24 m                            | 6.95 m                            | 7.40 m                | 8.20 m               |
| 全幅     | 2.98 m                            | 3.00 m                          | 2.95 m                            | 2.72 m                            | 3.05 m                | 2.90m                |
| 全高     | 2.87 m                            | 約3 m                           | 2.60 m                            | 2.64 m                            | 2.73 m                | 2.80 m               |
| 重量     | 約26 t                            | 20 t                            | 17 t                              | 18.77 t                           | 26t                   | 28.8 t               |
| 最高速度 | 100 km/h                          | 100 km/h                        | 85 km/h                           | 100 km/h                          | 108 km/h              | 120 km/h             |
| 乗員数   | 4名                               | 4名                             | 4名                               | 3名                               | 4名                   | 4名                  |
| 主武装   | 52口径105mmライフル砲             | 105mmライフル砲                 | 48口径105mmライフル砲             | 51口径105mmライフル砲             | 52口径105mmライフル砲 | 62口径76mmライフル砲 |
| 副武装   | 12.7mm重機関銃M2×1 7.62mm機関銃×1 | 12.7mm重機関銃×1 7.62mm機関銃×1 | 12.7mm重機関銃M2×1 7.62mm機関銃×1 | 12.7mm重機関銃M2×1 7.62mm機関銃×1 | 7.62mm機関銃×2        | 7.62mm機関銃×2       |